# Freundlich (Mondkrater)
Der Mondkrater Freundlich liegt auf der erdabgewandten Seite des Mondes, halbwegs zwischen den Kratern Trumpler und Buys-Ballot. Der Kraterrand und Boden sind von kleineren Impaktkratern überlagert.
| Buchstabe | Position            | Durchmesser | Link |
| --------- | ------------------- | ----------- | ---- |
| G         | 24,61° N, 173,83° O | 28 km       |      |
| Q         | 22,79° N, 167,67° O | 19 km       |      |
| R         | 23,82° N, 168,09° O | 22 km       |      |